# Station Delta
Station Delta is een spoorweghalte en metrostation in de Brusselse gemeente Oudergem (België), direct naast de universitaire Campus Etterbeek/La Plaine van de VUB respectievelijk de ULB, al ligt het station Etterbeek dichter bij de VUB-gebouwen.

## Treindienst
Het station ligt aan de NMBS-lijn 26 (Schaarbeek - Halle) en wordt bediend door het GEN. De halte is geopend in 1980.
| Serie | Treinsoort | Route                                      | Bijzonderheden             |
| ----- | ---------- | ------------------------------------------ | -------------------------- |
| S 4   | GEN (NMBS) | Aalst – Brussel-Schuman – Delta – Mechelen | Rijdt alleen op werkdagen. |
| S 7   | GEN (NMBS) | Halle – Delta – Merode – Vilvoorde         | Rijdt alleen op werkdagen. |

## Galerij

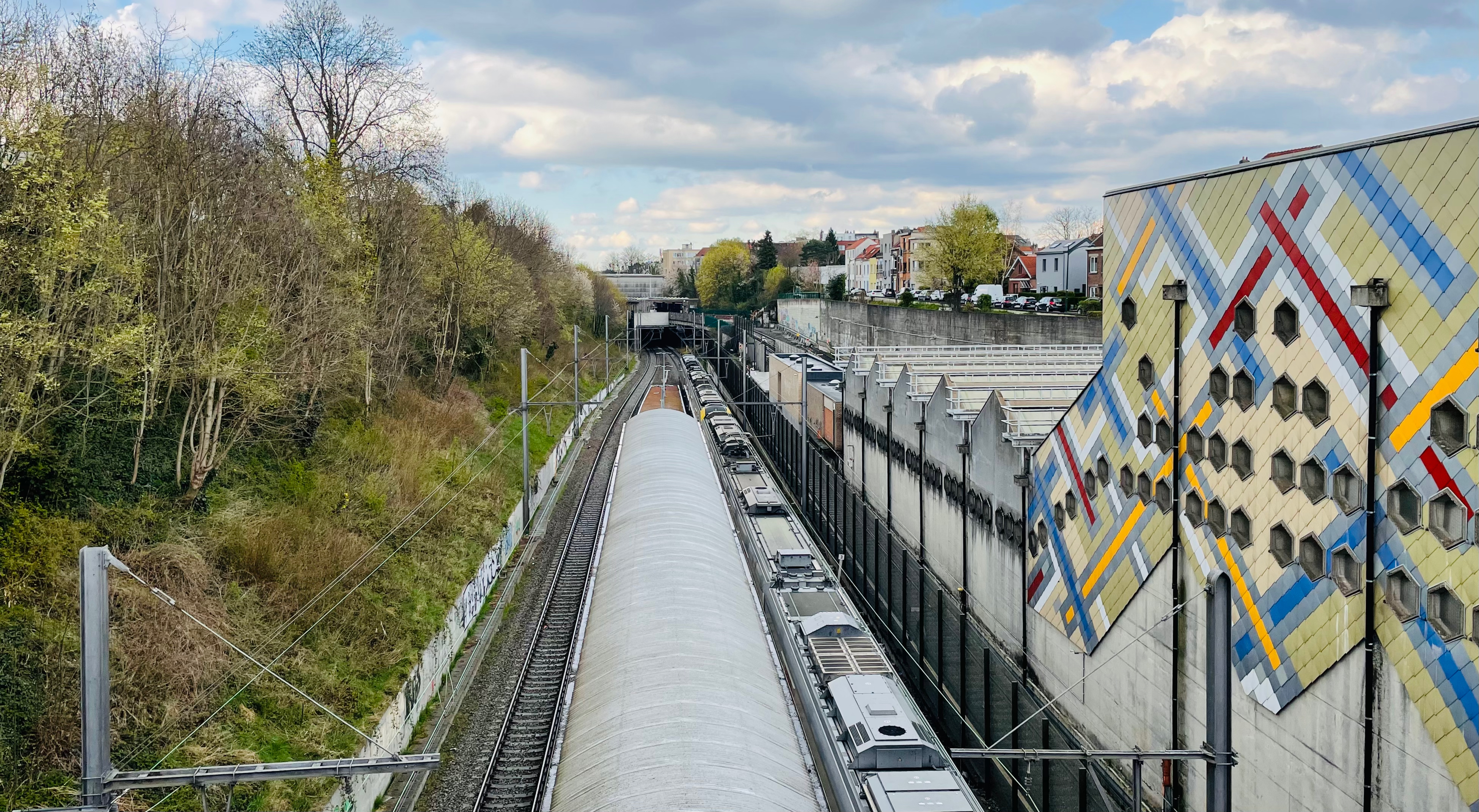
Zicht op de sporen
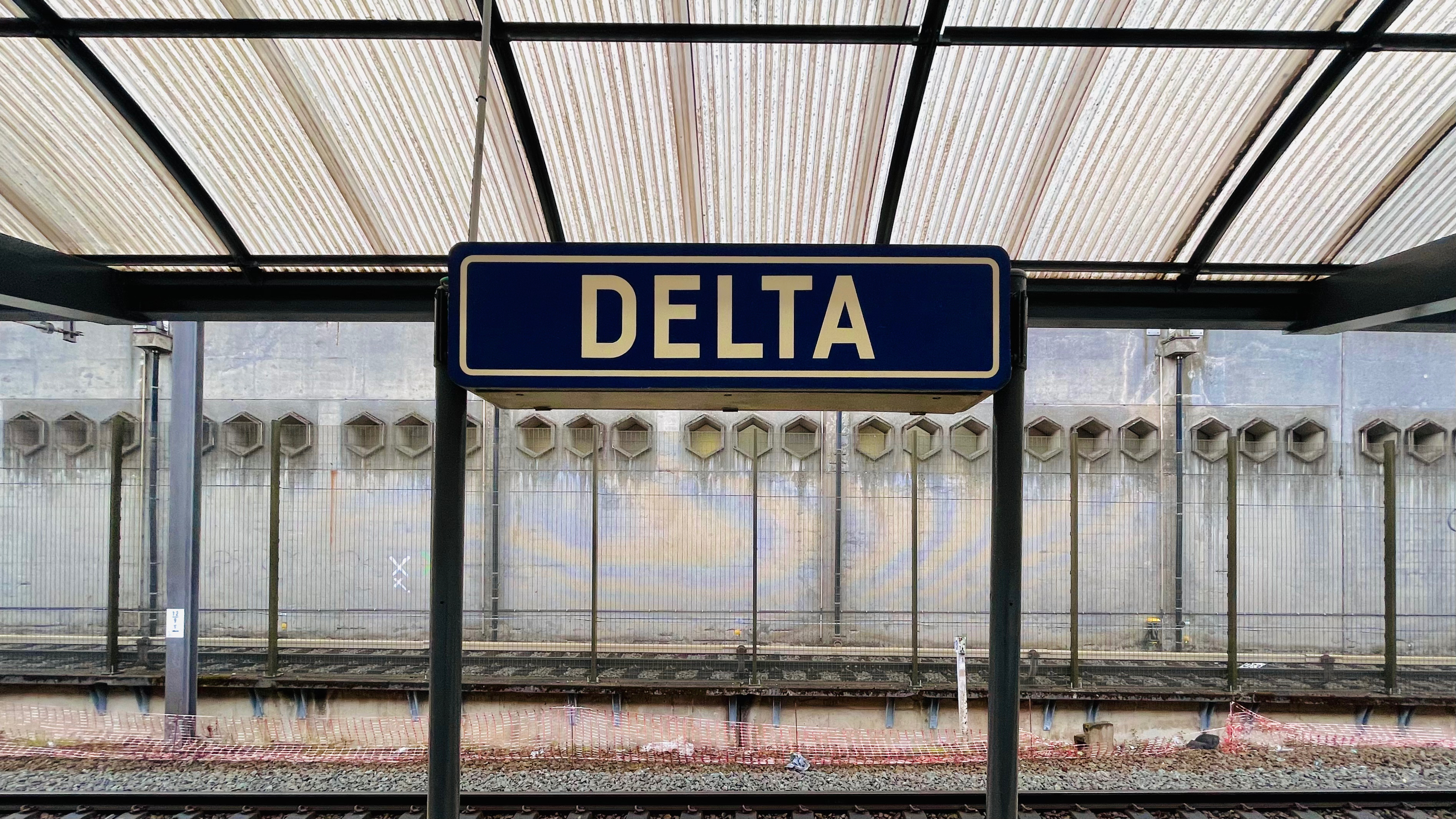
Naambord op een perron
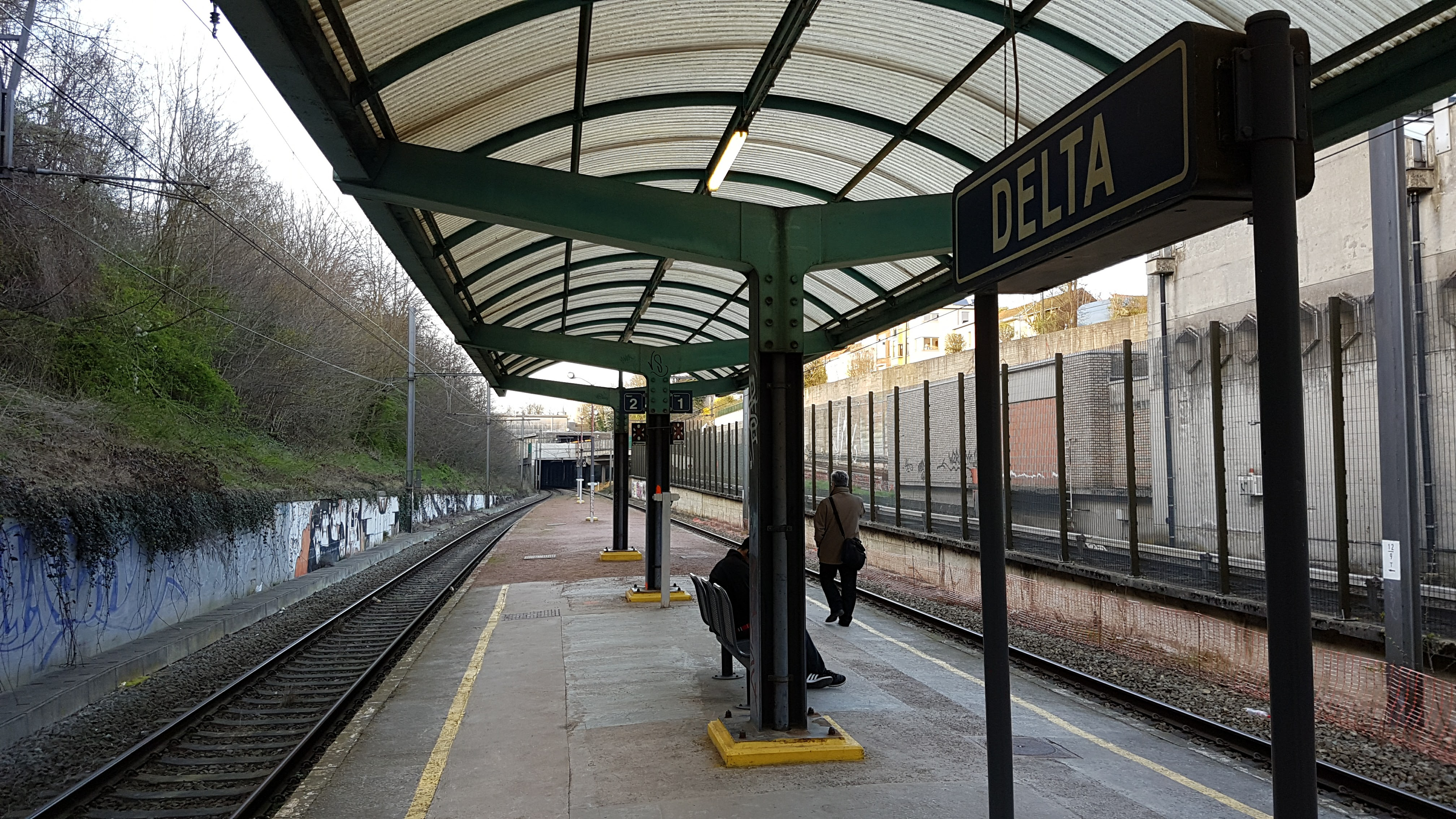

## Reizigerstellingen
De grafiek en tabel geven het gemiddeld aantal instappende reizigers weer op een week-, zater- en zondag.
| Tabel: aantal instappende reizigers station Delta | Tabel: aantal instappende reizigers station Delta | Tabel: aantal instappende reizigers station Delta | Tabel: aantal instappende reizigers station Delta |
|                                                   | Weekdag                                           | Zaterdag                                          | Zondag                                            |
| ------------------------------------------------- | ------------------------------------------------- | ------------------------------------------------- | ------------------------------------------------- |
| 1977                                              | -                                                 | -                                                 | -                                                 |
| 1978                                              | -                                                 | -                                                 | -                                                 |
| 1979                                              | -                                                 | -                                                 | -                                                 |
| 1980                                              | 31                                                | -                                                 | -                                                 |
| 1981                                              | 56                                                | -                                                 | -                                                 |
| 1982                                              | 70                                                | -                                                 | -                                                 |
| 1983                                              | 53                                                | -                                                 | -                                                 |
| 1984                                              | 41                                                | -                                                 | -                                                 |
| 1985                                              | 54                                                | -                                                 | -                                                 |
| 1986                                              | 38                                                | -                                                 | -                                                 |
| 1987                                              | 73                                                | -                                                 | -                                                 |
| 1988                                              | 61                                                | -                                                 | -                                                 |
| 1989                                              | 62                                                | -                                                 | -                                                 |
| 1990                                              | 47                                                | -                                                 | -                                                 |
| 1991                                              | 58                                                | -                                                 | -                                                 |
| 1992                                              | 61                                                | -                                                 | -                                                 |
| 1993                                              | 140                                               | -                                                 | -                                                 |
| 1994                                              | 411                                               | -                                                 | -                                                 |
| 1995                                              | 383                                               | -                                                 | -                                                 |
| 1996                                              | 453                                               | -                                                 | -                                                 |
| 1997                                              | 484                                               | -                                                 | -                                                 |
| 1998                                              | 432                                               | -                                                 | -                                                 |
| 1999                                              | 437                                               | -                                                 | -                                                 |
| 2000                                              | 447                                               | -                                                 | -                                                 |
| 2001                                              | 494                                               | -                                                 | -                                                 |
| 2002                                              | 501                                               | -                                                 | -                                                 |
| 2003                                              | 488                                               | -                                                 | -                                                 |
| 2004                                              | 498                                               | -                                                 | -                                                 |
| 2005                                              | 483                                               | -                                                 | -                                                 |
| 2006                                              | 589                                               | -                                                 | -                                                 |
| 2007                                              | 632                                               | -                                                 | -                                                 |
| 2008                                              | -                                                 | -                                                 | -                                                 |
| 2009                                              | 738                                               | -                                                 | -                                                 |
| 2010                                              | -                                                 | -                                                 | -                                                 |
| 2011                                              | -                                                 | -                                                 | -                                                 |
| 2012                                              | 748                                               | -                                                 | -                                                 |
| 2013                                              | 691                                               | -                                                 | -                                                 |
| 2014                                              | 626                                               | -                                                 | -                                                 |
| 2015                                              | 568                                               | -                                                 | -                                                 |
| 2016                                              | 291                                               | -                                                 | -                                                 |
| 2017                                              | 299                                               | -                                                 | -                                                 |
| 2018                                              | 346                                               | -                                                 | -                                                 |
| 2019                                              | 396                                               | -                                                 | -                                                 |
| 2020                                              | 199                                               | -                                                 | -                                                 |
| 2021                                              | -                                                 | -                                                 | -                                                 |
| 2022                                              | 308                                               | -                                                 | -                                                 |
| 2023                                              | 330                                               | -                                                 | -                                                 |
| 2024                                              | 326                                               | -                                                 | -                                                 |